# 福克 (密蘇里州)
福克（英語：Forker），又名布默（Boomer），是位於美國密蘇里州林縣的非建制地區。

## 歷史
福克（名為布默）的郵局於1883年設立，其後於1953年停運。

## 地理
福克所處的海拔為高於海平面237米（即778英呎），而該地所採用的時區為UTC-6，即北美中部時區（CST）。同時該地設有夏令時間，為UTC-6調快一小時，即UTC-5（CDT）。